# دوري هونغ كونغ لكرة القدم 1991–92
دوري هونغ كونغ لكرة القدم 1991–92 هو الموسم 47 من دوري هونغ كونغ لكرة القدم ‏. كان عدد الأندية المشاركة فيه 10، وفاز فيه نادي جنوب الصين.